# 南薩台地

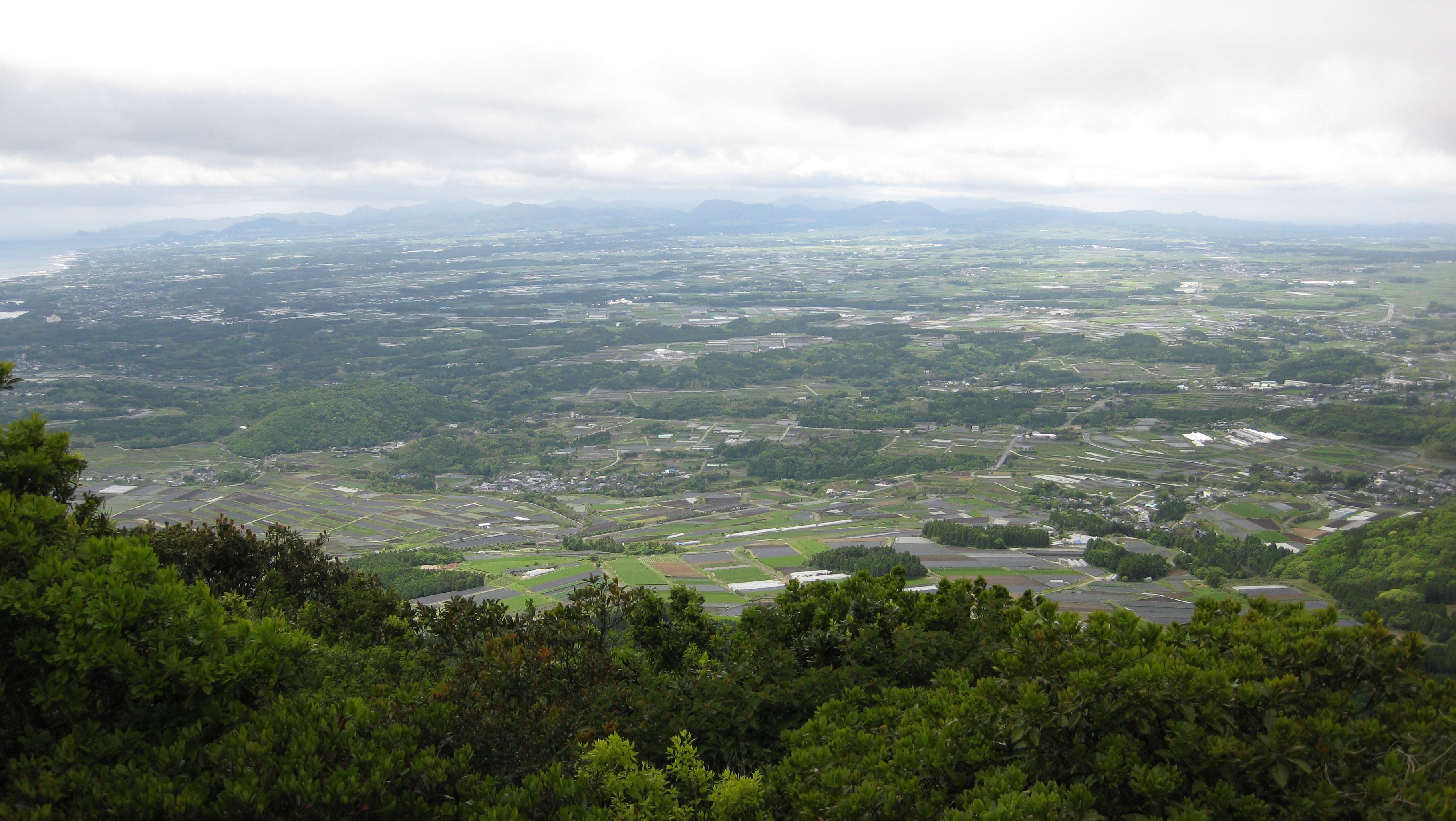
大野岳から見た南薩台地

南薩台地（なんさつだいち）は、九州の薩摩半島南部海岸沿いに広がるシラス台地である。薩南台地（さつなんだいち）、別府台地とも呼ばれる。古くは別府原と呼ばれていた。火山灰に覆われ農耕に適さない土地であったが、1950年代以降に開発が進められ農業地域となった。

## 地理
南北12キロメートル、東西18キロメートルの範囲に広がり、鹿児島県枕崎市、南九州市、指宿市にまたがる。揖宿山地や南薩火山群の山裾にあたる北部の標高は約200メートルあり、南へ向かって緩やかに低くなり南端部は10メートルから30メートルの波食崖で東シナ海へ落ち込んでいる。

## 地質
四万十層群や第三紀安山岩を基盤とし、11万年前に阿多カルデラから噴出した阿多火砕流を起源とする溶結凝灰岩が厚い層をなしている。その上に2万5千年前に姶良カルデラから噴出した入戸火砕流を起源とするシラスや7300年前に鬼界カルデラから噴出したアカホヤが重なっている。最上層付近は874年（貞観16年）に開聞岳から噴出したクロボクと呼ばれる火山灰や、885年（仁和元年）に同じく開聞岳から噴出したコラと呼ばれる火山灰が堆積している。
シラス層のために台地上の水源は乏しいが、溶結凝灰岩の割れ目に地下水が蓄えられており標高の低くなる台地南部には湧水が見られる。また各所に窪地があり、雨が降った後しばらくの間は水たまりができ貴重な水源として利用されていた。

## 開発史

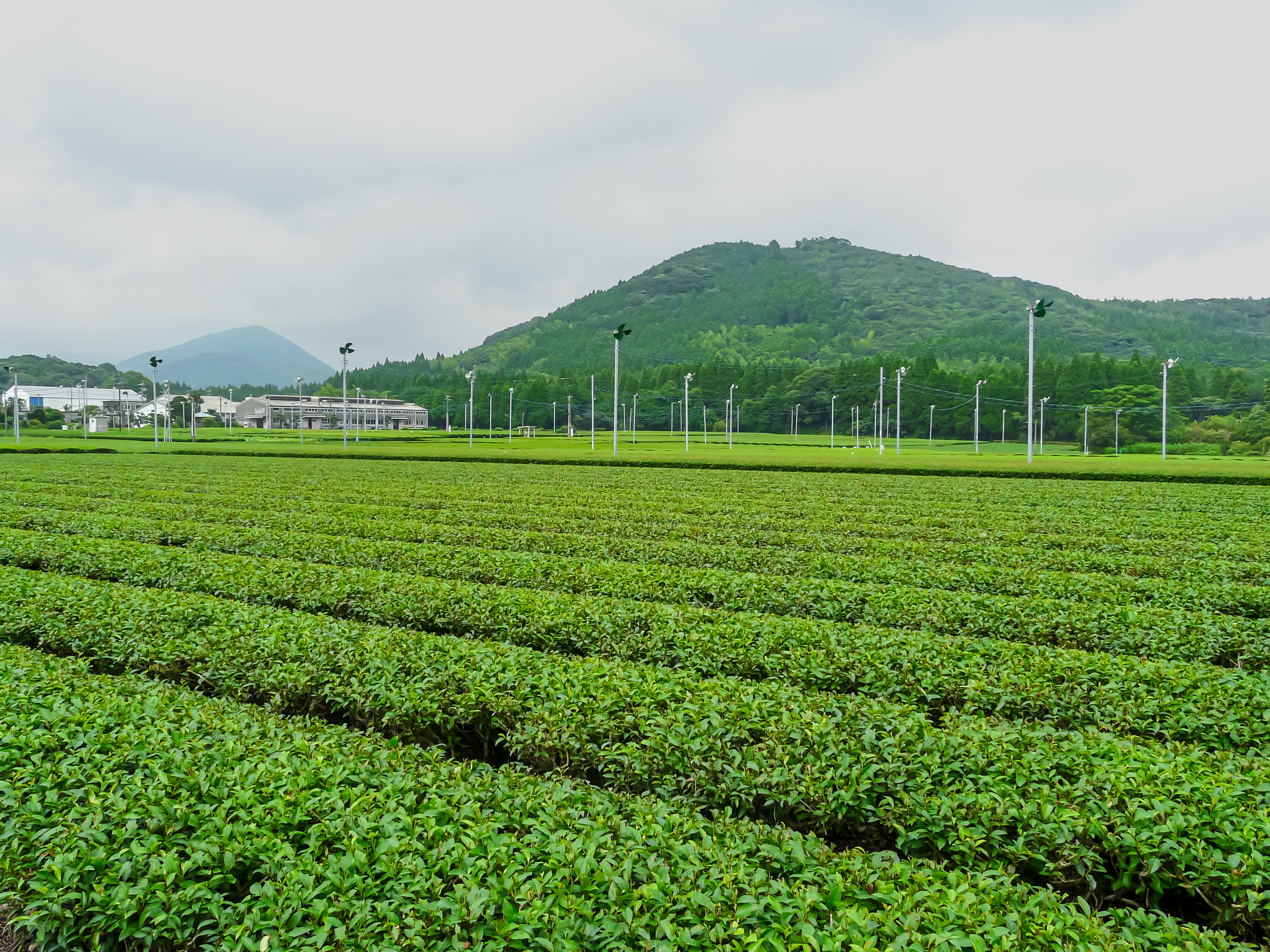
知覧茶

シラス層は水を保持しにくくコラ層は水を通しにくいため農耕が困難であり、かつてはサツマイモやアブラナなど限られた作物しか栽培されなかった。
1949年（昭和24年）2月に枕崎市、知覧町、頴娃町が「南薩地区産業開発期成同盟会」を結成し地下水を調査したが有望なものは見つからなかった。一方、1952年（昭和27年）からコラ層を除去する事業が始められている。水源開発については1964年（昭和39年）6月に開聞町、山川町、指宿市が加わり「南薩台地農業用水利用開発期成同盟会」として再出発し本格的な調査が始められた。
調査結果を受けて1970年（昭和45年）から「国営南薩台地畑地かんがい事業」が始められた。この事業は台地東部を流れる集川、高取川、馬渡川の水を台地東方にある池田湖に導き、そこからポンプで揚水して台地上の灌漑に利用するもので、池田湖は調整池としての役割を担うことになった。大野岳を貫く長さ8.46キロメートルの導水トンネルなどが建設され、事業は1990年（平成2年）に完成した。これにより南薩台地上のみならず池田湖周辺地域にも農業用水が行き届くようになり、カボチャ、ニンジン、オクラなどの野菜や茶（鹿児島茶、知覧茶）などが栽培される一大農業地域となった。